# Parfume PD
Parfume PD er en butikskæde, der sælger parfume og kosmetik. Med 12 butikker i Århus, Randers, Tarup og Ålborg. 
Parfume Discount ApS blev grundlagt i 1991, af de to økonomistuderende Helle Stenbak og René Skau Björnsson samt grænsehandelskøbmanden Dieter Schmidt. De åbnede den første butik  på M.P. Bruunsgade i Århus i november 1991. De to økonomistuderende fik ideen, da punktafgiften på parfume og kosmetik bortfaldt i juli 1991, uden at det slog igennem på detailmarkedet i Danmark. Dieter Schmidt drev i forvejen nogle butikker syd for grænsen hvor der blev solgt parfume og kosmetik, og sammen startede de parallelimport af varer til stor glæde for de danske forbrugere. Butikken fik enorm omtale i medierne, og blev en stor succes. Der var kø fra morgen til aften foran butikken i Bruunsgade frem til nytåret 1992. I de følgende år åbnede de egne og franchisebutikker i følgende byer: Aalborg, Randers, Silkeborg, Herning, Odense (2 butikker), Hillerød, København, Lyngby, Kolding - samt en ekstra i Vestergade, Århus.  
I 2003 skiftede Parfume Discount navn til PD

## Eksterne Henvisninger
PD's Hjemmeside Arkiveret 13. februar 2008 hos  Wayback Machine
| Skønhedspleje | Spire Denne artikel om skønhedspleje er en spire som bør udbygges. Du er velkommen til at hjælpe Wikipedia ved at udvide den. |